# José Luis Salcedo Nieto
José Luis Salcedo, més conegut com a Pepín, és un exfutbolista madrileny, nascut a Aranjuez el 15 de setembre de 1959. Ocupava la posició de defensa.
Pepín va ser un dels jugadors més importants del CA Osasuna de finals dels 80 i principis dels 90. Va arribar al club navarrés provinent del Rayo Vallecano a l'estiu de 1987, i durant set temporades va ser fix a les alineacions. Fins a la temporada 93/94, quan l'Osasuna va baixar a Segona Divisió, el madrileny havia vestit la samarreta rojilla en 247 ocasions, sent el tercer en l'escalafó històric dels de Pamplona. També va jugar competicions europees.
Es va retirar la temporada 94/95, després d'haver jugatr eixa temporada a les files de l'Aranjuez CF, de la Segona Divisió B.